# Opactwo Esrum

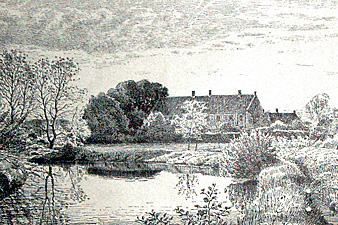
Klasztor w Esrum na grafice z 1800 r.

Opactwo cystersów w Esrum (duń. Esrum albo Esrom Kloster) – klasztor cystersów w Esrum, w Danii, w Regionie Stołecznym, na północy wyspy Zelandia, między jeziorem Esrum (Esrum Sø) a cieśniną Sund, w pobliżu wsi Esbønderup, na obszarze Parku Narodowego Kongernes Nordsjælland (duń. Nationalpark Kongernes Nordsjælland). 

## Zarys historii
W 1151, na miejsce wcześniejszego klasztoru benedyktynów. arcybiskup Eskil z Lund (żyjący w latach 1100-81) sprowadził cystersów z opactwa w Clairvaux. Opactwo w Esrum — najstarsze cysterskie opactwo na obecnym terenie Danii (drugie na terenie ówczesnej Danii po opactwie Herrevad, które od 1658 znalazło się na terenie Szwecji) — w stosunkowo krótkim czasie stało się bogato uposażonym i prężnie działającym ośrodkiem duchowym oraz kulturalno-gospodarczym tej części Europy. Pożary pierwotnych zabudowań w 1194 i 1204 przyczyniły się do gruntownej odbudowy, wówczas powstał okazały trzynawowy kościół opacki. Z zachowanych zabytków literatury średniowiecznej znany jest Codex Esromensis (Esrum Klosters Brevbog), kodeks z 259 łacińskimi dokumentami rękopiśmiennymi z lat 1140-1512. 
Świetność opactwa bezpowrotnie skończyła się z nadejściem reformacji, kiedy dekretem króla Chrystiana III z dnia 30 października 1536 luteranizm stał się religią państwa. W 1537 zrekonstruowana Rada Państwa zaaprobowała zarządzenie luterańskie (Ordinatio ecclesiastica regnorum Daniae et Norwegiae et ducatuum Slesvicencis, Holtsatiae etc. etc.), opracowane w oparciu o wyznanie augsburskie i mały katechizm Lutra przez duńskich teologów wraz z pastorem luterańskim, bliskim współpracownikiem i przyjacielem Marcina Lutra — Janem Bugenhagenem, podpisane przez króla 2 września 1537 po poprawkach naniesionych przez Bugenhagena. Wszystkie dobra kościoła katolickiego przejęte zostały przez Koronę, a opactwu pozwolono funkcjonować jako klasztor do roku 1559, kiedy pozostałych 11 zakonników zmuszono do przeniesienia się do opactwa Sorø, zaś zabudowania klasztorne w dużym stopniu rozebrano i pozyskane w ten sposób materiały budowlane użyto przy budowie zamków Frederiksborg i Kronborg w Helsingør nad cieśniną Sund, do terenów którego zamku przyłączono ziemie należące do opactwa. 
W wieku XVII zabudowania klasztorne, którym udało się przetrwać, zaadaptowane zostały na domek myśliwski dla królów i dworu. Do 1717 istniała tam również stadnina koni, po czym do 1746 ulokowane tam były barki dla dragonów. Następnie mieściły się tam różnego rodzaju urzędy wojskowe i cywilne i lokalne władze administracyjne przejęły opactwo na swoją własność.
Klasztor w Esrum utworzył sześć filii: 
1. 1158 – Vitskøl[7] (łac. Vitae Schola)
2. 1161 – Sorø
3. 1172 – Dargun
4. 1172 – Eldena
5. 1173 – Kołbacz
6. 1192 – Ryd (łac. Rus regis)

## Klasztor dziś
W piwnicy jedynego ocalałego budynku gospodarczego, powstałego w latach 1350-1450, z dawnego klasztornego skrzydła południowego, od 1997 działa restauracja. W innych pomieszczeniach urządzono wystawy o charakterze muzealnym, salę koncertową oraz sklep z pamiątkami i punkt informacji turystycznej. W okolicy klasztoru znakowane szlaki turystyczne, prowadzą m.in. nad jezioro Esrum (Park Narodowy Królewska Północna Zelandia).

## Ser „Esrom”
Znana marka związana z miejscem, ser według klasztornej receptury z 1559 produkowany jest od 1930, oficjalna nazwa od 1962. Ser typu „trapistów”, posiada PGI (Chronione Oznaczenie Geograficzne).